# Museo Nacional de Irlanda

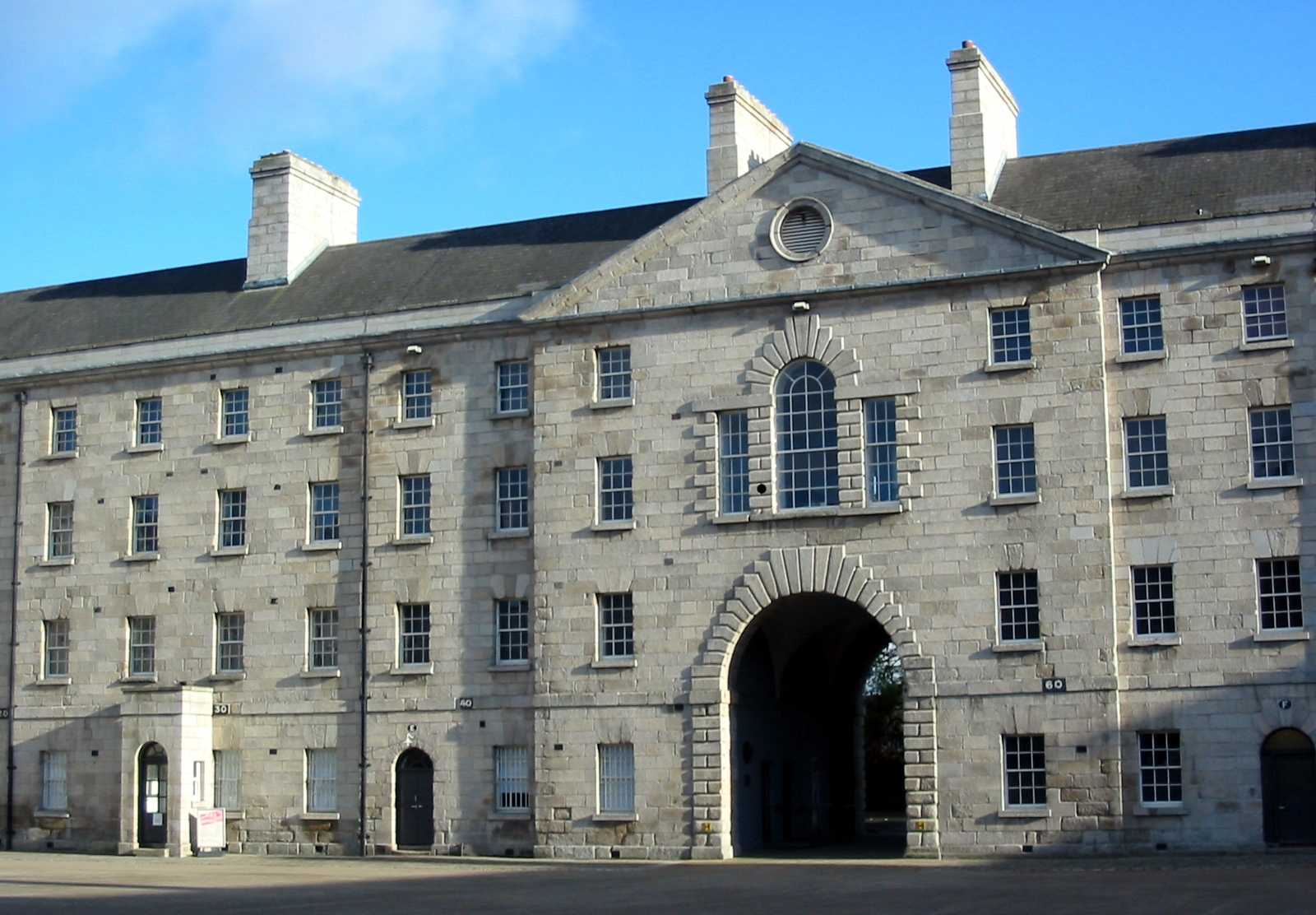
Museo Nacional de Irlanda — Artes decorativas e historia en el Collins Barracks.

El Museo Nacional de Irlanda (National Museum of Ireland) es el principal museo en Irlanda. Tiene dos centros en Dublín y Mayo, con un gran énfasis en arte, cultura e historia natural irlandesa.

## Historia y colección
La sección de Arqueología e Historia en Kildare Street incluye el Cáliz de Ardagh, el Cáliz de Derrynaflan, y el Broche de Tara, unos de los más famosos ejemplos de trabajo en metal del Medioevo temprano en Irlanda, así como ornamentos prehistóricos de la Edad de Bronce en Irlanda. Muchas de estas piezas fueron encontradas en el siglo XIX por trabajadores campesinos y agricultores, cuando la expansión de la población llevó al cultivo de tierra que no había sido tocada desde la Edad Media. De hecho, fue solo por la intervención de George Petrie de la Royal Irish Academy, e individuos de mente similar de la Royal Society of Antiquaries of Ireland, que mucho del trabajo en metal no terminó siendo derretido por el valor intrínseco de sus materiales, como frecuentemente pasaba. Los Museos de ambas instituciones formaron la base para la sección de Arqueología e Historia del Museo en Kildare Street. Este es el sitio original dónde abrió en 1890 como el Dublin Museum of Science and Art. Este lugar también incluía Leinster House hasta 1922, ahora hogar de los Oireachtas.
Artes Decorativas e Historia, incluyendo el Gran Sello del Estado Libre Irlandés, es mantenido en Collins Barracks, éstas eran una barracas militares nombradas en honor a Michael Collins en 1922. El museo abrió en 1997 y es el centro administrativo.
La vida del Campo es la parte más reciente del museo en abrir. Está ubicado en Castlebar, en el Condado de Mayo y fue abierto en el 2001. Mucho del material en este lugar data de la Irlanda rural de la década de 1930 y exhibe las características de la vida ordinaria en su época.

## Gabinete de Leskean
El Royal Dublin Society compró el Gabinete de Leskean, una colección de historia natural y minerales del siglo XVIII conservada en el Museo de Historia Natural de Dublín. Es un gabinete de mineralogía que fue ensamblado por el geólogo Nathaniel Gottfried Leske y vendida a principios de 1792. Se votó una suma de £1200 para este propósito, pero el costo total fue de alrededor de £1250. Esta tiene muestras muy interesantes como son las muestras del científico prusiano  Johann Friedrich Gmelin. 